# 彼雷·奥利奥拉
彼雷·奥利奥拉（1992年9月25日—）是西班牙男子职业篮球运动员。目前效力巴塞罗那足球俱乐部篮球队。位置是大前锋和中鋒。